# 뎬츠호
뎬츠(滇池, Diān Chí) 호수는 중국 윈난성 최대의 담수호로, 중국에서는 여섯 번째로 큰 담수호이다. 면적은 297.9km2, 해발 1,886m, 최대 깊이는 8m, 평균 수심 5.5m이다. 쿤밍 시의 남서쪽에 위치하며, 1개의 단층이 함몰하여 형성된 호수로 주위를 동쪽의 진마산(金馬山), 서쪽의 비지산(碧鶏山), 북쪽의 쉐산(蛇山), 남쪽의 바이허산(白鶴山) 등의 산에 둘러싸여 있다.
장강 수계에 속하며, 판롱강(盤龍江) 등의 하천으로 유입된다. 호수는 북쪽의 출구에서 탕랑천(螳螂川)을 지나, 푸두허(普渡河)를 거쳐 마지막에 장강 상류의 진사강(金沙江)으로 호수의 물이 유입된다. 오랜 역사 문화를 가진 호수이며, 주위에 대관루(大観樓), 판룽사(盤龍寺), 채산 진왕묘 등의 많은 명성고적이 있다. 주변의 산수가 빼어나, 고원의 명주(高原明珠)라는 칭호가 있다.
|  |

## 오염
그러나 1970년대 이래, 쿤밍 등의 주변 도시의 공업발전과 경작지 개발에 의해 뎬츠의 물이 오염되어 부영양화가 심각하게 진행되었고, 대량의 남조류가 성장해, 수질의 문제를 가져왔다. 호수의 수질은 농업용수와 공업용수에 부적합한 5등급을 기록하였다. 호수 주위를 개간한 이래, 19세기 초기에는 500km2, 1938년에는 338km2가 감소하였고, 현재는 290km2까지 줄어들었다.

## 같이 보기
- 정화 (명나라)